# تشنغان
تشنغان هي قرية في مقاطعة أصفهان، إيران. عدد سكان هذه القرية هو 159 في سنة 2006.